# Ramon Fàbregas i Trilles
Ramon Fàbregas i Trilles (Reus, 15 de novembre de 1866 - febrer de 1941) va ser un periodista i poeta català.
De jove va fer de viatjant comercial i va recórrer tot l'estat espanyol. Lletraferit, publicava a tota mena de revistes reusenques, com ara La Trompeta, que li publicà en fulletó una petita obra de teatre. Col·laborà al Diario de Reus, El Lío, El Liberal de Reus, Lo Ventall, La Autonomía, Lo Somatent, El Pandemonium, la Revista del Centro de Lectura, Las Circunstancias, Athenaeum, El Consecuente, Heraldo de Reus... signant moltes vegades amb el pseudònim de "Picio, Adán y Compañia". El 1918 entrà a treballar com a funcionari municipal. D'idees avançades i anticlerical, enterrà a la seva dona amb un funeral civil el 1911. Guanyà diversos premis de poesia a Reus i a Barcelona. Segons l'erudit reusenc Joaquim Santasusagna "la poesia de Ramon Fàbregas és de to popularesc i estil rude; sembla, però, que va agradar".